# Planungsregion Oberfranken-Ost
Die Planungsregion Oberfranken-Ost ist eine von insgesamt 18 Planungsregionen des Freistaats Bayern.
Der Verwaltungssitz ist in Hof (Saale).

## Struktur

Planungsregion 5: Oberfranken-Ost

Die Planungsregion Oberfranken-Ost liegt im Norden Bayerns und ist Teil des Regierungsbezirkes Oberfranken. Im Regionalen Planungsverband sind folgende Körperschaften zusammengeschlossen: die kreisfreien Städte Bayreuth und Hof, die Landkreise Bayreuth, Hof, Kulmbach und Wunsiedel im Fichtelgebirge sowie die dazugehörigen Landkreisgemeinden. Außerdem gehört die Gemeinde Waldershof im Landkreis Tirschenreuth zum Verbandsgebiet (die übrigen Gemeinden gehören zur Planungsregion Oberpfalz-Nord).
Oberzentren sind die Städte Bayreuth und Hof. Zugehörige Mittelzentren sind Kulmbach, Marktredwitz/Wunsiedel/Waldershof, Münchberg, Naila, Pegnitz und Selb, wobei Kulmbach und Marktredwitz/Wunsiedel/Waldershof mögliche weitere Oberzentren sind.
In der Region lebten am 31. Dezember 2016 knapp 470.000 Menschen, davon fast 75.000 in Bayreuth, etwa 50.000 in Hof und über 25.000 in Kulmbach.

## Geschichte
1972 erfolgte die Einteilung des Freistaates Bayern in 18 Planungsregionen auf Grundlage des Bayerischen Landesplanungsgesetzes von 1970. Der Regionale Planungsverband entstand 1973. Aktueller Verbandsvorsitzender ist der Hofer Landrat Oliver Bär.